# Gobiomorus maculatus
Gobiomorus maculatus är en fiskart som först beskrevs av Günther, 1859.  Gobiomorus maculatus ingår i släktet Gobiomorus och familjen Eleotridae. IUCN kategoriserar arten globalt som livskraftig. Inga underarter finns listade i Catalogue of Life.